# Николаевка (аэродром)
Николаевка Приморская (ИКАО: XHWE) — военный аэродром в Приморском крае, расположенный в 37 км северо-восточнее города Находки, гарнизон (сельское поселение) Николаевка.

## Текущее состояние аэродрома
На аэродроме базируется авиация Тихоокеанского флота ВМФ России — самолёты Ил-18, Ил-38, вертолёты Ка-27, Ми-8. Планировалась дислокация вертолётов Ка-52К для российских кораблей типа «Мистраль».
Аэродром и гарнизон являются центром 7062-й авиабазы ТОФ.
Название «Николаевка» носил до начала 2000-х годов ещё один военный аэродром — расположенный в Казахстане вблизи Алматы. Ныне он носит название Жетыген.

## Данные аэродрома
- Индекс аэродрома ЬХВЕ / XHWE
- круг полётов LL
- ВПП 04/22 2000 × 58 метров
- Курс магнитный 037°/217°
- Курс истинный 027°/207°
- Порог 1 N43.07842° E133.18545°
- Порог 2 N43.09448° E133.19665°
- покрытие бетон
- позывной — «Решительный»

## История
В конце 1933 г. вышло постановление Совета Труда и Обороны «О мероприятиях по укреплению Амура и побережья Дальнего Востока», в соответствии с которым к ноябрю 1934 г. планировалось развернуть на Дальнем Востоке 11 авиационных эскадрилий. Для реализации этих замыслов, в соответствии с «Планом оргмероприятий штаба РККА на 1934 г.» № 1/1/33053 от 21.12.1933 г. и № 1/1/31880 от 05.10.1933 г., в течение 1934 г. на Дальний Восток с западных регионов страны были перебазированы 11 эскадрилий, в том числе, из Новочеркасска — 22-я и 32-я легкобомбардировочные АЭ на самолётах Р-5 — на аэродром Николаевка. В 1936 году обе эскадрильи перевооружились на скоростные бомбардировщики СБ (АНТ-40). К концу года на аэродроме формируются ещё две эскадрильи скоростных бомбардировщиков — 52-я и 53-я СБАЭ.
В 1938 году на аэродроме Николаевка на базе 22-й, 32-й, 52-й, 53-й СБАЭ развернут 34-й СБАП на самолётах СБ. Полк вошёл в состав формируемой 29-й авиационной бригады ВВС ТОФ. В 1943 году 29 Ав. бригада стала именоваться 2-й минно-торпедной авиационной дивизией.
В 1942 году на базе 34-го БАП был сформирован новый 33-й БАП на самолётах СБ и Пе-2. 33-Й БАП вошёл в состав формируемой в Николаевке 10-й авиационной бригады, управление которой было переведено с Балтийского флота. В 1943 году бригада переформирована в дивизию (10-я авиационная дивизия пикирующих бомбардировщиков ВВС ВМФ), в составе которой на аэродроме базировались: 33-й БАП, 34-й БАП и 19-й ИАП.
31 декабря 1943 года на аэродроме Николаевка сформирована 5-я отдельная буксировочная авиационная эскадрилья ПВО, на самолётах СБ и И-15бис, с прямым подчинением начальнику ПВО флота.
По результатам боевых действий с Японией 34-й ближнебомбардировочный авиационный полк преобразован в гвардейский (переименован в 17-й гв. ББАП) и награждён орденом Красного Знамени, дивизии присвоено почётное наименование «Сейсинская».
Также в период с 12 июля 1943 года по 20 сентября 1947 года на аэродроме Николаевка базировался 534-й истребительный авиационный полк на самолетах И-153, впоследствии переименованный в 3-й истребительный авиационный полк. Полк принимал участие в Советско-японской войне.
9 мая 1944 года 5-я ОБУКАЭ ПВО перебазировалась из Николаевки в пригород Владивостока, на аэродром Седанка
В сентябре 1947 года 534-й истребительный полк перебазирован в Хабаровск.
В 1947 году 10-я АДПБ стала именоваться 89-й минно-торпедной дивизией, 17-й гв. АППБ переименован в 567-й гв. МТАП ВВС 5-го ВМФ, а 33-й БАП был расформирован.
В 1960 году, в связи с реформированием армии, 567-й гвардейский МТАП ликвидирован (как и вся 89-я МТАД в полном составе), однако уже через год в Николаевке на остатках 567-го полка формируется новый 867-й гв. МТАП, с сохранением всех регалий. Полк перевооружается на самолёты Ил-28.
В 1960 году родилась противолодочная авиация ТОФ, когда в ноябре этого года 289-й ОМДРАП (бывш. 16-й ОМДРАП), вооружённый самолётами Бе-6, был переформирован в 289-й отдельный дальний противолодочный авиационный полк.
1 ноября 1963 года на аэр. Николаевка сформирована 188-я отдельная авиационная эскадрилья подготовки и пуска самолётов-мишеней, с подчинением командиру 3-й МРАД. На вооружении эскадрильи были как обычные буксировщики мишеней Ил-28, так и отряд пуска самолётов-мишеней Ла-17. Стартовые позиции мишений Ла-17 находились на мысе Поворотный около п. Козьмино. Штаты этой необычной воинской части соответствовали отдельной авиационной эскадрилье.
В 1965 году 867-й гв. МТАП снова переформируется в 867-й гв. отдельный дальнеразведывательный авиационный полк, перевооружившись на самолёты Ту-95РЦ и вскоре перебазировавшись на новое место дислокации — аэродром Хороль.
С декабря 1968 г. началось переучивание личного состава 289-го ОПЛАП на самолёт-амфибию Бе-12, а в 1969 г. на аэродроме Николаевка формируется новый 77-й отдельный противолодочный авиационный полк дальнего действия, вооружённый новыми самолётами Ил-38.
В 1976 году 188-я отдельная АЭ подготовки и пуска самолётов-мишеней переформирована 118-й отдельный отряд подготовки и пуска самолётов-мишеней. С вооружения сняты самолёты-буксировщики, остались только мишени наземного старта. Кроме мишеней Ла-17, на вооружении имелись и радиоуправляемые беспилотные аппараты. Стартовая позиция находилась возле южного торца ВПП аэродрома.
В 1993 году 77-й полк расформирован, самолёты и почётные наименования переданы соседнему 289-му полку, самолёты-амфибии Бе-12 сняты с вооружения. Позже, после расформирования гарнизона Новонежино, в 289-й полк ввели вертолётную эскадрилью на Ка-27, Ка-29 и Ми-8.
1 мая 1998 года в гарнизоне Николаевка расформирован 118-й ООППСМ (директива ГШ ВМФ № 730/1/060).
В 2010 году все авиационные воинские части аэродрома Николаевка переформированы в 7062 АвБ ТОФ. В январе 2010 г. 7059-я АвБ (Кневичи) была расформирована, а её структуры, вместе с бывшей 76-й авиационной комендатурой на аэродроме Хороль, вошли в состав 7062-й АвБ, без изменения места дислокации. В дальнейшем, в состав 7062 АвБ вошла противолодочная эскадрилья дальнего действия на Ту-142МЗ (без изменения места дислокации) расформированной 7061 гв. АвБ (Каменный Ручей), после передачи двух эскадрилий ракетоносцев Ту-22М3 в Дальнюю авиацию.

## Авиационная техника
Концы коков воздушных винтов самолётов г-на Николаевка традиционно рисуют в красный цвет. Также на некоторых самолётах на борту в районе остекления кабины нарисована эмблема — на фоне Андреевского флага злой амурский тигр, перекусывающий зубами субмарину.